# Baccio d’Agnolo
Baccio d’Agnolo (właśc. Bartolomeo d’Agnolo Baglioni, ur. w 1462 we Florencji, zm. w 1543 tamże) – włoski architekt i rzeźbiarz. Baccio jest skróconą wersją imienia Bartolomeo, d’Agnolo odnosi się do Angelo – imienia ojca.

## Aktywność rzeźbiarska
Zaczął pracę jako drzeworytnik, praktykę zawodową odbył w warsztacie ojca, gdzie terminując pod jego przewodnictwem spotkał się z dziełami Giuliano da Maiano i Bernardo della Cecca. Między 1491 i 1502 rokiem pracował głównie w kościele Santa Maria Novella i w Palazzo Vecchio we Florencji, ponadto w kościele św. Augustyna w Perugii, przy którym pracowali także jego synowie i który wyróżnia się bogactwem form Cinquecenta.

## Architekt

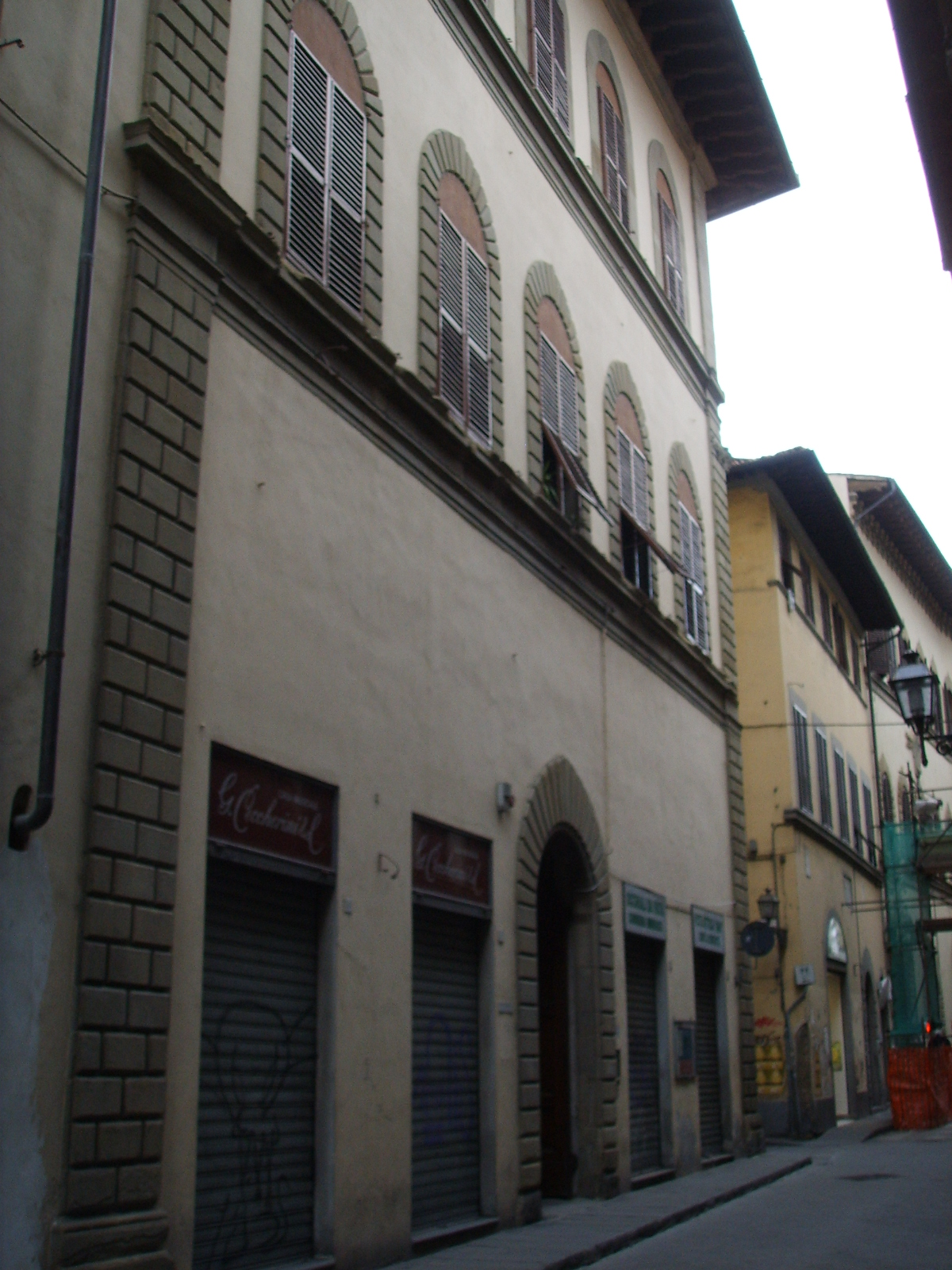
Palazzo Taddei-Florencja

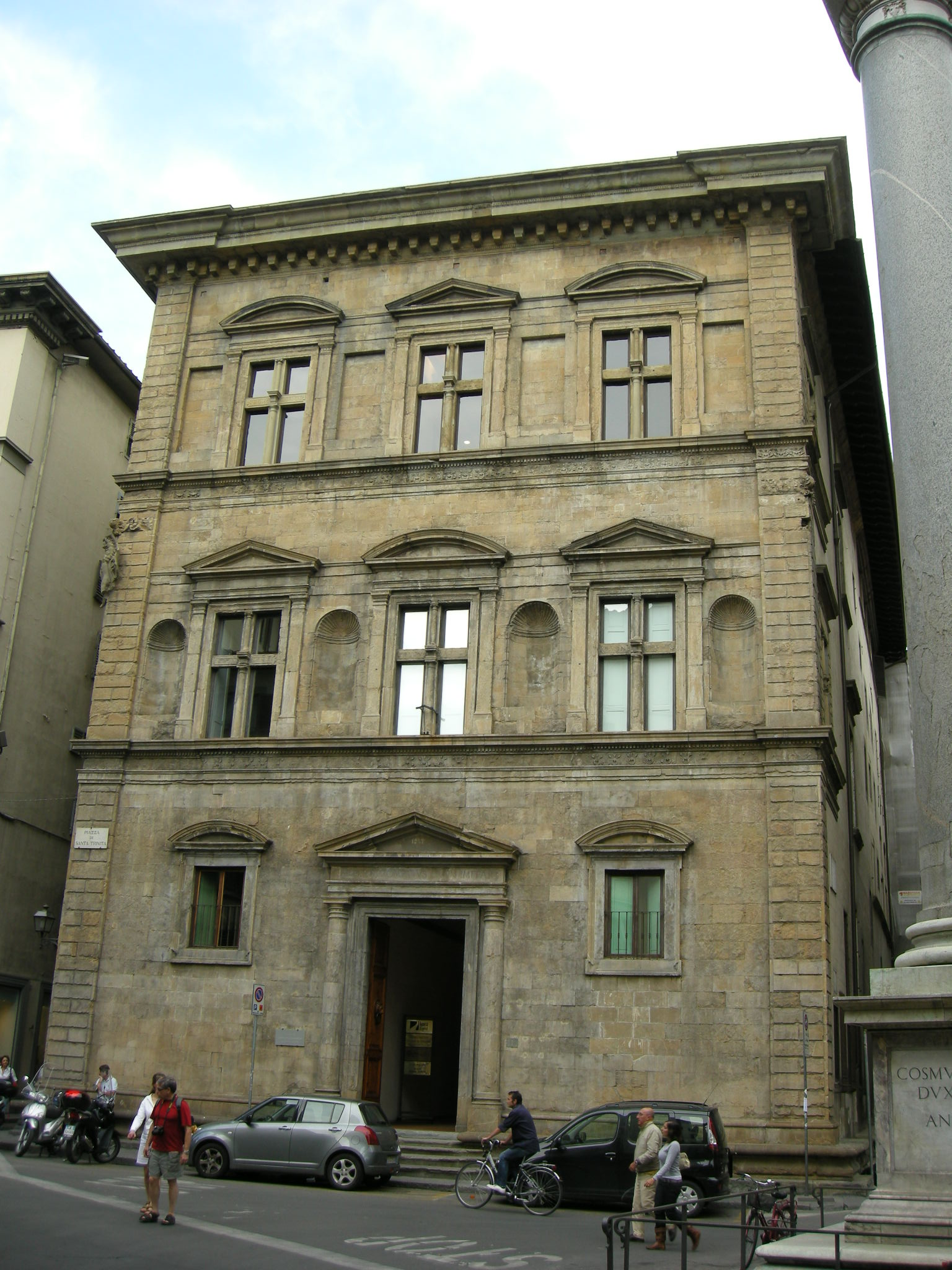
Palazzo Bartolini–Florencja

Osiągnąwszy sławę dobrego rzeźbiarza, w bliżej nieokreślonym okresie swojego życia, zajął się architekturą. Ukończył studia architektoniczne w Rzymie. Na początku XVI wieku został zaangażowany przez Il Cronaca do przeprowadzenia części prac w Palazzo Vecchio w rodzinnej Florencji. W 1503 roku zyskał sławę dzięki zrealizowaniu Palazzo Taddei, zaś w 1506 roku powierzono mu dokończenie tamburu kopuły katedry florenckiej; prac w katedrze nigdy jednak nie zakończył wobec krytyki Michała Anioła, który nazwał konstrukcję zaproponowaną przez d’Agnolo klatką na świerszcze.
Zrealizował kościół San Giuseppe, Villę Borgherini oraz Palazzo Bartolini-Torrigiani. Pałac Bartolini był pierwszym pałacem, który posiadał na fasadzie głównej kolumny obramiające okna i drzwi, co wcześniej było ograniczone do budownictwa sakralnego; to istotne novum było przez mieszkańców Florencji wyśmiewane za swoją innowacyjność. Do innych dzieł architekta należą także dzwonnica kościoła Santo Spirito, kościół San Giuseppe i Palazzo Agostino della Seta.
Z pracowni d’Agnolo wyszli Michał Anioł, Andrea Sansovino, bracia Antonio da Sangallo (starszy) i Giuliano da Sangallo oraz młody Rafael. Zmarł we Florencji w 1543 roku. Pozostawił trzech synów architektów, z których największą sławę zdobył Giuliano di Baccio d’Agnolo.
Giorgio Vasari zawarł życiorys d’Agnolo w IV księdze swoich Żywotów, stwierdzając, że Baccio d’Agnolo zrealizował dużą liczbę zleceń, jednakże większość jego dzieł uległa zniszczeniu lub zaginęła.